# ハワイアン・パラダイス
『ハワイアン・パラダイス』（原題：Paradise, Hawaiian Style）は、1966年に公開されたアメリカ合衆国の映画。エルヴィス・プレスリー主演。ハワイで撮影された最後のプレスリー主演映画である。

## あらすじ
操縦士のリックは女好きが災いし、何度か解雇を経験した末、ハワイへと帰郷する。
リックの友・ダニーは、所有している飛行機を用いて客の送迎を行っており、リックに対し、2台のヘリコプターを借りて事業に参加しないかと誘う。
早速リックはマウイ島にいる旧友のレーファと、カウイ島にいる別の旧友ラニにそれぞれ客集めを依頼する。
これに気をよくしたダニーはダン・リック航空タクシー会社を設立し、自分の友人ジュディを秘書として雇う。リックの悪癖を知っていたダニーは彼女が既婚者であると説明する。だが、リックは彼女が独身であることを知り、本気の恋に落ちる。その後、ラニから客の情報提供を受けたリックはダニーの娘のジャンを連れてカウイ島へ向かう。その際、ラニはリックを誘惑しようと待ち伏せていたため、事情を知らないダニーはリックがたぶらかしたと誤解し、ジャンを連れて帰るが、乗っていたヘリ故障により帰れなくなってしまう。最終的にリックはダニーたちを助け出した上、ラニの件も解決し、ダニーと和解する。
そして、リックがビーチでジュディとのロマンスを楽しむところで物語は幕を下ろす。

## キャスト
※括弧内は日本語吹替（初回放送1973年2月2日『ゴールデン洋画劇場』）
- リック：エルヴィス・プレスリー（佐々木功）
- ジュディ：スザンナ・リー（池田昌子）
- ダニー：ジェームズ繁田（田中信夫）
- ベティー：ジャン・シェパード
- モキ：フィリップ・アーン
- ジャン：ドナ・バタワース
- ラニ：マリアンナ・ヒル
- プア：アイリーン・ツー
- レーファ：リンダ・ウォン
- ジョアンナ：ジュリー・パリッシュ